# نیوکیرک (نیومکزیکو)
نیوکیرک (به انگلیسی: Newkirk) یک منطقهٔ مسکونی در ایالات متحده آمریکا است که در شهرستان گوادلوپ، نیومکزیکو واقع شده‌است. نیوکیرک ۷ نفر جمعیت دارد و ۱٬۳۸۹٫۹ متر بالاتر از سطح دریا واقع شده‌است.